# Munición telescópica

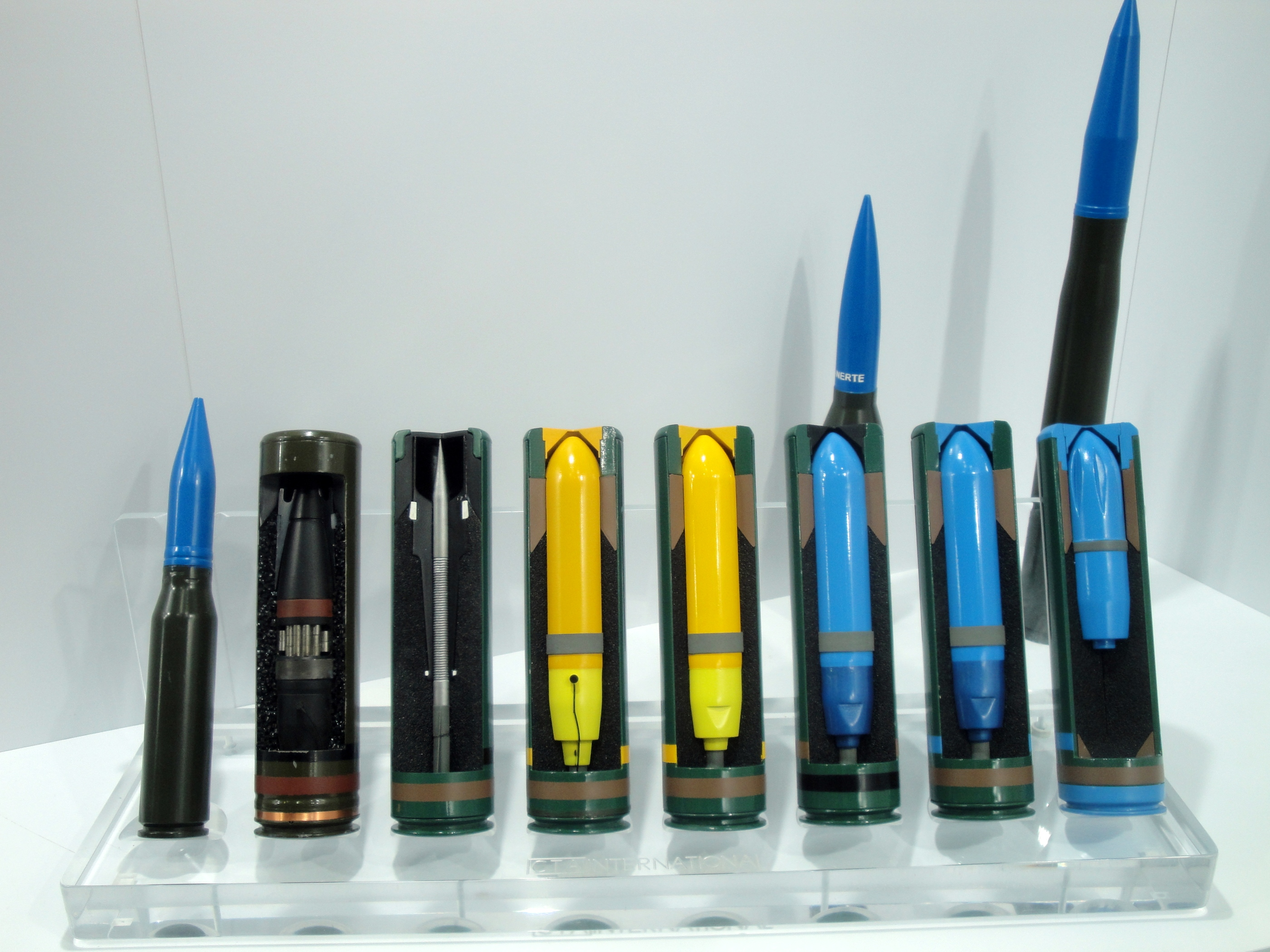
Munición telescópica para el Sistema de armamento telescópico con carcasa de 40 mm (CTAS) de CTA International

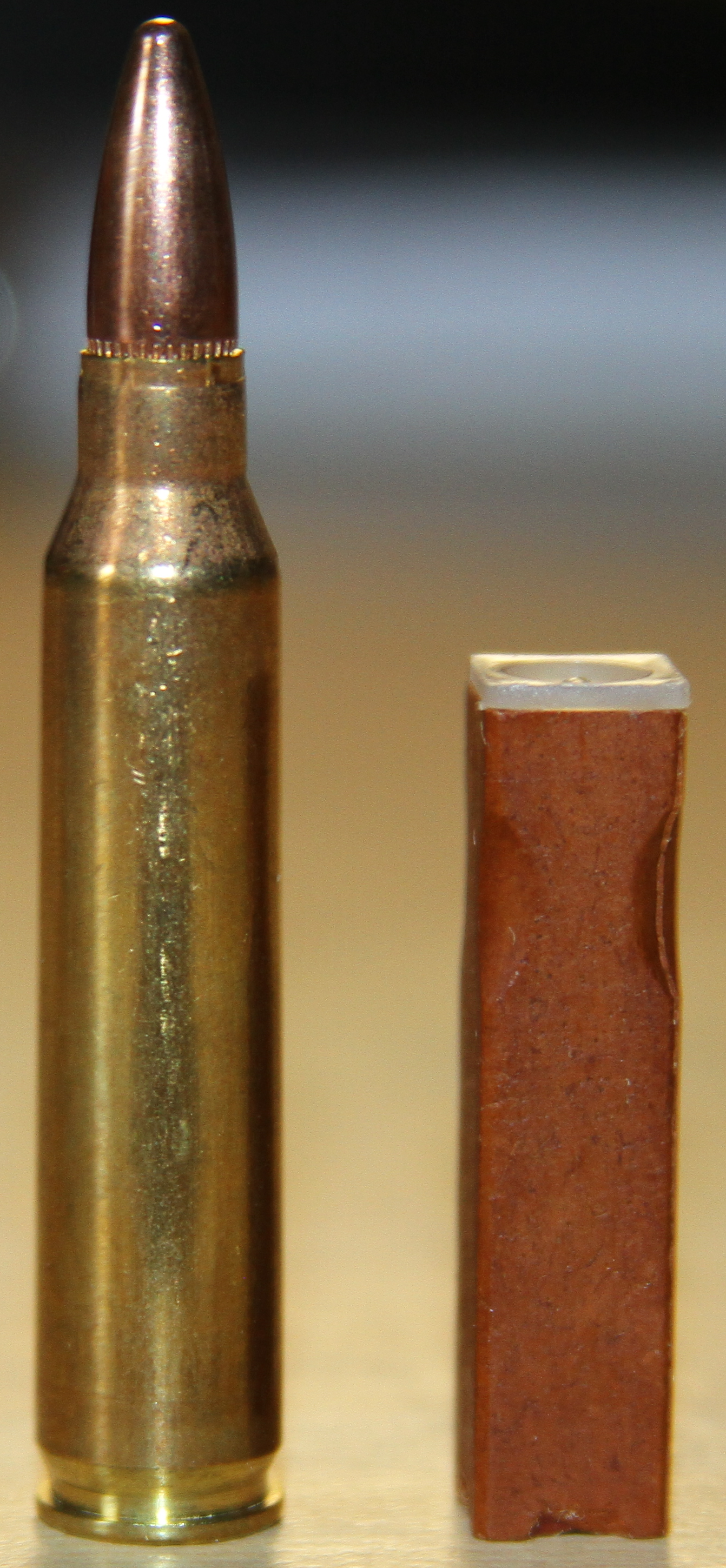
(derecha) Munición telescópica y sin estuche de 4,73 × 33 mm, con munición en estuche para comparar

La munición telescópica conlleva un diseño en el que el propulsor envuelve parcial o completamente el proyectil. Los ejemplos incluyen municiones tanto para armas de mano como para artillería. Las municiones sin estuche suelen ser telescópicas.

## Ventajas
La munición telescópica tiene ventajas en comparación con los cartuchos de munición tradicionales. Los cartuchos de munición telescópicos pueden tener una longitud total reducida con una balística similar a una ronda tradicional de masa comparable. Además, los cartuchos telescópicos pueden evitar el riesgo de dañar el proyectil durante el proceso de carga y pueden simplificar y aumentar la confiabilidad de los cargadores y otros mecanismos de alimentación.

## Ejemplo
La munición telescópica envuelta para la ametralladora ligera LSAT ha alcanzado el nivel de preparación tecnológica 7. En agosto de 2013, AAI Corporation recibió un contrato de US $ 2,05 millones para continuar desarrollando partes del programa LSAT de EE. UU. Parte del contrato es refinar aún más municiones telescópicas con carcasa de 5,56 mm y desarrollar cartuchos telescópicos con carcasa de 7,62 mm.